# Réponse immunitaire face au SARS-CoV-2
La réponse immunitaire face au SARS-CoV-2 diffère d'un patient à l'autre. Une typologie pour distinguer les différentes réponses immunitaires face au SARS-CoV-2 est :
- 40 % d’asymptomatiques[1],
- 40 % de symptomatiques légers, type grippe,
- 15 % de formes modérées pouvant conduire à un Covid long[2], qui est le plus souvent en lien avec une réactivation du Virus d'Epstein-Barr (autrement dit une mononucléose)[3]
- 5 % ou moins de formes sévères pouvant nécessiter une hospitalisation[4].

## Réponse immunitaire

### Innée

#### Efficiente
De manière probablement assez similaire à la grippe, l'ARN viral du SARS-CoV-2 finit par être détecté par les récepteurs PRR (pattern recognition receptors) des globules blancs « sentinelles » comme les cellules dendritiques ou les macrophages. La détection du virus conduit à la sécrétion d'interférons de type I (IFN), de chimiokines et de cytokines pro-inflammatoires.
Les IFN de type I produits par les globules blancs stimulent l'expression des gènes ISG (interferon-stimulated gene (en)) dans toutes les cellules avoisinantes, induisant un état antiviral généralisé. Les chimiokines circulant sur le site de l'infection permettent le recrutement de globules blancs spécifiques à la réponse innée : des neutrophiles, des monocytes et surtout des lymphocytes natural killers (NK). Les cellules infectées dans les voies respiratoires ou ailleurs vont être détruites par les lymphocytes NK qui pilotent la clairance virale. Les monocytes et les neutrophiles vont aider à éliminer les cellules mortes infectées.
Chez les Covid-19 asymptomatiques et légèrement symptomatiques, ces mécanismes de défense du système immunitaire inné pourraient être suffisants pour venir à bout du SARS-CoV-2. Chez les Covid-19 légèrement symptomatiques, la clairance ultime vient avec l’immunité adaptative où interviennent les lymphocytes T et les lymphocytes B.

#### Inefficiente

##### Lymphopénie et cortisol
Dans les formes modérées de Covid-19 et particulièrement dans celles sévères, la réponse innée est inefficiente. Elle se caractérise par un taux d’interférons de type I et III relativement bas. Et surtout dans la semaine consécutive à l’infection, il est observé chez ces patients une chute des globules blancs qui se traduit par une lymphopénie. La raréfaction des lymphocytes est rapidement compensée par une synthèse massive de neutrophiles (neutrophilie),.
Toutes les situations de stress aigu peuvent se compliquer de lymphopénie via l’augmentation des taux circulants de cortisol par le système endocrinien et spécifiquement par les glandes corticosurrénales. Le cortisol, comme son dérivé de synthèse les corticoïdes, entraîne la diminution des lymphocytes circulants, la stimulation de l'érythropoïèse dans la moelle osseuse, et l'augmentation des neutrophiles et des plaquettes. Alors que chez un individu en bonne santé, le taux de cortisol est généralement autour de 375 nmol/L, chez les patients Covid-19 en état de stress, ce taux atteint rapidement 620 nmol/L. Le cortisol avait déjà été suggéré pour expliquer la lymphopénie induite chez certains patients infectés par le SARS-CoV-1.
|                                  | Asymptomatique et Covid-19 légère | Covid-19 modérée | Covid-19 sévère |
| -------------------------------- | --------------------------------- | ---------------- | --------------- |
| Leucocytes (×109 /L)             | 5                                 | 5,1              | 7,7             |
| Lymphocytes (×109 /L)            | 1,7                               | 1                | 0,8             |
| Neutrophiles (×109 /L)           | 2,7                               | 3,4              | 6               |
| Monocytes (×109 /L)              | 0,3                               | 0,4              | 0,6             |
| Autres globules blancs (×109 /L) | 0,3                               | 0,3              | 0,3             |

##### Neutrophilie
Les neutrophiles qui se substituent aux lymphocytes peuvent lutter contre le SARS-CoV-2 en phagocytant les virions ou en « dégranulant ». Les neutrophiles sont des granulocytes.

###### NEToses et calprotectine
Les neutrophiles libèrent dans les tissus infectés des « NEToses », c’est-à-dire des fibres composées d'ADN et de protéines, dont la fonction est de piéger des micro-organismes pathogènes (bactéries ou autres). La calprotectine est la protéine cytoplasmique la plus abondante des NETs, correspondant à environ 5 % des protéines totales. Chez les patients Covid sévères, la calprotectine a un taux multiplié par 100 à 1 000. La calprotectine en particulier a une affinité très forte avec le zinc et le manganèse :
- Le zinc est indispensable pour le bon fonctionnement de l'organisme mais il est également vital pour de nombreux virus comme la dengue, le VIH ou le SARS-CoV-2[15]. Ces virus ont des motifs à doigts de zinc qui leur permettent de contrôler l’expression de gènes spécifiques, c’est-à-dire de les réprimer ou de les sur-exprimer. Certaines des protéines non structurales du SARS-CoV-2 ont ainsi besoin de zinc:

1. la nsp2 a trois doigts de zinc : le 1er est positionné entre les codons C20-C51-H54-H56, le 2e est positionné entre les codons C143-C146-C161-C165, le 3e est positionné entre les codons C190-C193-H202-C236[16],
2. la nsp3 a un doigt de zinc localisé entre les codons C189-C192-C224-C226[17],[18],
3. la nsp10 a deux doigts de zinc : l'un est positionné entre les codons C74-C77-H83-C90, l'autre est positionné entre les codons C117-C120-C128-C130[19],
4. la nsp12 a deux doigts de zinc : l'un est positionné entre les codons H295-C301-C306-C310, l'autre est positionné entre les codons C487-H642-C645-C646[20]. Concernant nsp12, il a été proposé que ces ions métalliques n'étaient pas forcément du zinc mais plutôt un cluster 4Fe-4S (fer-soufre)[21],
5. la nsp13 a trois doigts de zinc : le 1er positionné est entre les codons C5-C8-C26-C29, le 2e est positionné entre les codons C16-C19-H33-H39, le 3e est positionné entre les codons C50-C55-C72-H75[22],[23]
6. la nsp14 a trois doigts de zinc : le premier est positionné entre les codons C207-C210-C226-H229, le deuxième est positionné entre les codons H257-C261-H264-C279, et le troisième est localisé entre les codons C452-C477-C484-H487[24],

- Le manganèse est également un cofacteur permettant d'activer certaines fonctions des protéines non structurales du SARS-CoV-2. Le magnésium voire le calcium peut se substituer au manganèse comme cofacteur :

1. la nsp12 a trois ions de manganèse ou de magnésium : deux sont positionnés au même endroit et coordonnés par trois acides aspartiques : D618, D760, et D761[25], un troisième est localisé entre l'asparagine N209 et l'acide aspartique D218 au niveau du NiRAN[26] ;
2. la nsp13 a un ion de magnésium localisé à la sérine S289[27]
3. la nsp14 a un ion de magnésium localisé entre l'acide aspartique D90 et l'acide glutamique E191[28],[24]
4. la nsp15 est activée par du manganèse mais la localisation des ions au sein de nsp15 reste inconnue[29],
5. la nsp16 contient deux ions de magnésium : l'un est coordonné par l'asparagine N198[30], l'autre est localisé entre l'acide aspartique D75 et la lysine K76[31].

###### Explosion oxydative et thrombogénèse
En plus des NETs, les neutrophiles larguent dans les tissus infectés, des ROS (reactive oxygen species), des espèces chimiques qui possèdent un électron libre et qui ont un fort degré de réactivité. Les ROS peuvent être des armes efficaces contre les virus et peuvent avoir des effets bénéfiques à concentrations faibles ou modérées. Mais si les ROS échappent au contrôle du corps, elles peuvent attaquer les cellules saines de l’organisme. Normalement, le corps dispose de défenses anti-oxydantes qui neutralisent rapidement les ROS. La calprotectine est notamment un antioxydant. Mais les antioxydants diminuent avec l’âge, ou lors de pathologies comme le diabète, l’obésité et d’autres pathologies chroniques, ce qui conduit à un stress oxydatif.
Un excès de neutrophiles contribue à la thrombogénèse, c'est-à-dire à la formation de caillots sanguins. Pour autant, les neutrophiles ne sont pas forcément responsables de l'issue fatale chez les patients Covid sévères. En effet, l’utilisation à forte dose de corticoïdes pour soigner des Covid sévères, contribue à la fois à la neutrophilie et à la survie des patients.

##### HLA-E et Lymphocytes NK
Les lymphocytes NK qui représentent 10 à 12 % du total du total des lymphocytes, sont affectés par la lymphopénie,. Dans les formes modérées et sévères de Covid-19, les lymphocytes NK sont recrutés en nombre réduit dans les tissus infectés. Leurs fonctions sont par ailleurs altérées. Les cellules infectées dans lesquelles le SARS-CoV-2 se réplique, arborent des récepteurs HLA-E (en). Or les HLA-E inhibent les lymphocytes NK en activant leur récepteur NKG2A,,, ce qui a pour effet de ralentir la clairance virale. D'autres lymphocytes NK surexpriment le récepteur Tim- (en)3 ainsi que la protéine aiolos (en) (facteur de transcription), ce qui les conduit à sécréter des interférons gamma (IFN-γ), mais dans des quantités moins importantes qu'habituellement ou que les lymphocytes T dans la Covid,.

### Adaptative
L’immunité adaptative s’appuie sur :
- l’immunité cellulaire qui implique les lymphocytes T dont les 3 fonctions sont de (1) coordonner la réponse immunitaire avec les lymphocytes T CD4, (2) tuer les cellules infectées avec les lymphocytes T CD8, et (3) réguler l’intensité et la durée de la réponse ;
- l’immunité humorale c’est-à-dire sur les lymphocytes B producteurs d’anticorps.

Les lymphocytes sont les seuls globules blancs à avoir une mémoire. Et la vaccination facilite l’apprentissage de la mémoire immunitaire où chaque globule blanc a un rôle bien défini sous le commandement des lymphocytes. La vaccination leur apprend donc à se coordonner plus vite et mieux, face à des antigènes qu’ils reconnaissent. Grâce au vaccin, les globules blancs sont censés éviter certains pièges/écueils du ‘débutant’. Et un vaccin mal conçu peut induire un péché originel antigénique.

#### Présentation de l'antigène
Pour activer l'immunité adaptative ou la mémoire immunitaire, il est indispensable qu'un globule blanc « sentinelle » présente un antigène, c'est-à-dire un fragment du SARS-CoV-2, aux lymphocytes T dans le ganglion lymphatique le plus proche.
Les cellules présentatrices de l’antigène (CPA) lors d’une primo-infection sont :
- les cellules dendritiques, des globules blancs spécialisés dans la présentation de l'antigène. Face au SARS-CoV-2, les cellules dendritiques peuvent être infectées par le SARS-Cov-2, surtout lorsqu’elles sont inactivées et qu'elles n'expriment pas le récepteur CD74[41].
- Les macrophages dans la mesure où ces globules blancs phagocytent les débris cellulaires et les agents pathogènes. Le SARS-CoV-2 peut infecter les macrophages alvéolaires qui ont un récepteur ACE2 ainsi que d’autres macrophages via d'autres récepteurs[42] ;
- les monocytes de la circulation sanguine sont des globules blancs qui peuvent se transformer dans le tissu infecté soit en macrophages, soit en cellules dendritiques. Ils sont infectables par le SARS-CoV-2[43],[44] ;
- les neutrophiles peuvent se substituer aux cellules dendritiques pour présenter l’antigène aux lymphocytes T. Cette fonction du neutrophile est activée en présence des cytokines IFN-γ, GM-CSF, TNFα, IL-4. Le neutrophile, devenu une cellule présentatrice de l’antigène, serait 10 milles fois plus efficace qu’une cellule dendritique/monocyte[45].

La liste des cellules présentatrices de l’antigène (CPA) s’agrandit lors d’une réinfection ou après vaccination :
- des lymphocytes B à mémoire servent de sentinelles et peuvent reconnaître une infection et présenter l’antigène aux lymphocytes T qui activeront la mémoire cellulaire ;
- des lymphocytes T à mémoire sont aussi placés en sentinelles dans l’organisme pour sonder la présence d’antigènes étrangers qu’ils reconnaissent.

#### Immunité cellulaire
La très grande majorité de la population mondiale a déjà contracté un rhume à cause d’un coronavirus bénin comme le HCoV-NL63, le HCoV-229E ou encore le HCoV-OC43. À la suite de cette infection, des lymphocytes T à mémoire ont conservé cette immunité cellulaire de combat et sont capables de la mobiliser contre le SARS-CoV-2, une fois que l'antigène leur a été présenté. Il s’agit donc d’une immunité cellulaire croisée,,. Et cette réponse lymphocytaire T contre le SARS-CoV-2 est importante dans la guérison. La réponse T est dirigée contre une grande variété de protéines du SARS-CoV-2, et pas seulement contre la protéine S,.
Dans le cas d'une Covid légère, la réponse lymphocytaire T CD4+ et CD8+ est efficace. Les lymphocytes T agissent comme des fantassins, en luttant contre l'infection par du corps à corps. Cette immunité cellulaire est plus précoce que la réponse anticorps qui arrive le plus souvent après la clairance virale. L'immunité cellulaire est déjà bien engagée avant même que n'apparaissent les premiers symptômes de la Covid-19.
La réponse T CD8+ semble être la plus efficace. Dans les formes sévères de la Covid, il est observé surtout une réponse T CD4+. La réponse lymphocytaire T peut prendre trois formes : Th1, Th2 ou Th17. La réponse Th1 est associée à un meilleur pronostic. Cette réponse est induite lorsque les macrophages ou monocytes sécrètent la cytokine IL12. La réponse Th17 est celle observée dans les cas les plus sévères. Elle est induite quand la cytokine IL6 est produite. Th17 favorise le recrutement des neutrophiles sur le site de l’infection.
Du fait de la lymphopénie, les lymphocytes T sont recrutés en nombre réduit dans les formes modérées et sévères de la Covid-19. Ces lymphocytes T sur-expriment le récepteur CD69, la protéine Tim-3 (en) et le facteur de transcription aiolos (en), ce qui a pour effet une production massive d’interférons gamma (IFN-γ),,. En réponse à l’élévation du taux d’IFN-γ, les monocytes et macrophages sécrètent massivement de l’IP-10 (en), une chimiokine appelée également CXCL10. L’élévation du taux de CXCL10 annonce le syndrome de détresse respiratoire aiguë de la Covid-19.

#### Immunité humorale
Alors qu’il existe dans les infections par coronavirus, une immunité croisée pour les lymphocytes T, celle-ci n’existe pas pour les lymphocytes B qui produisent des anticorps. L’infection par le SARS-CoV-2 s’accompagne d’une réponse anticorps de type IgA propre aux muqueuses, et de type IgG. Les IgG sont des anticorps spécifiques à un pathogène, en l'occurrence les IgG ciblent les protéines du SARS-CoV-2. En revanche la réponse IgM qui correspond à des anticorps peu spécifiques, marqueur d’une infection récente, semble peu importante.
Dans le cas d'une infection par le SARS-CoV-2, seuls les anticorps ciblant la protéine S du SARS-CoV-2 se révéleraient neutralisants. Les anti-S commencent à être détectés en sérologie, environ deux semaines après l’infection. Pour autant trois autres anticorps (non neutralisants ?) peuvent être détectés précocement : il s’agit des anticorps contre les protéines N, ORF3b et ORF8.
Les anticorps contre la protéine S ciblent seulement quelques fragments spécifiques :
- le RBD représente entre 65 et 77 % des anti-S ;
- le NTD représente entre 6 et 20 % des anti-S ;
- le FP, le SD1 et le SD2 représentent ensemble entre 4 et 20 % des anti-S

Lors d’une infection par le SARS-CoV-2, un faible taux d’anticorps est associé à une clairance virale plus rapide suggérant un possible effet délétère de la réponse anticorps. La concomitance de l’apparition des anticorps, deux semaines après l’infection, avec l’orage cytokinique, ainsi que la corrélation positive entre le taux d’anticorps et la sévérité de l’infection a fait envisager l’hypothèse que les anticorps puissent être impliqués dans les mécanismes physiopathologiques,. Ce phénomène de facilitation dépendante des anticorps, uniquement suspecté au départ chez l’Homme a été retrouvé dans plusieurs études vaccinales relatives au SARS-CoV-1 effectuées chez la souris. Dans un modèle animal où un macaque a été infecté par le SARS-CoV-1, il a été mis en évidence le rôle délétère des anticorps ciblant la protéine S. Cette activité délétère des anticorps a pu être reliée à une infection des macrophages par le SARS-CoV-1 via leur récepteur Fc, avec comme conséquence un syndrome d'activation macrophagique.
Plus récemment, dans une étude auprès de 15 patients Covid-19 brésiliens admis en soins intensifs, la moitié des patients présentaient une infection des globules blancs,. Très peu, sinon aucun des lymphocytes T était infecté. En revanche les lymphocytes B étaient particulièrement ciblés par le SARS-CoV-2,. Les anti-RBD peuvent activer le récepteur FcγRIIB, reconnu par les lymphocytes B et les mastocytes. Tandis que les anticorps ciblant le NTD, de la protéine S, et dans une moindre mesure ceux ciblant le RBD, activent :
- le récepteur FcγRIIa reconnu par les macrophages, les neutrophiles, les eosinophiles, les thrombocytes, les cellules de Langerhans ;
- le récepteur FcγRIIIa reconnu par les lymphocytes NK et les macrophages.

Les anticorps ciblant le fragment SD2 de la protéine S sont réputés particulièrement facilitant en présence de l’épitope peptidique « LYQDVNC » (localisé entre les codons 611 et 617). La souche originelle du SARS-CoV-2 intégrait LYQDVNC. Les vaccins développés contre la Covid ont conservé cet épitope peptidique LYQDVNC. La mutation D614G acquise par le SARS-CoV-2 dès le début de la pandémie protège toutefois les personnes infectées contre une infection des globules blancs par des anticorps facilitants.
Les résultats de plusieurs équipes mettent en évidence que tous les patients infectés ne développent pas de réponse anticorps. Le taux d’anticorps était significativement plus élevé chez les patients plus âgés. L’ensemble évoque que l’on peut guérir de l’infection en l’absence d’anticorps et que ceci est particulièrement vrai pour les plus jeunes et les patients asymptomatiques, faisant évoquer l’importance de l’immunité innée et de l’immunité cellulaire dans la clairance virale.

### Orage cytokinique
La réponse immunitaire innée et adaptative des formes sévères de Covid-19 est globalement contre-productive et génère autant de dégâts dans l'organisme que le virus. Peut-être en lien avec des anticorps non neutralisants et facilitants, il est observé une prolifération de monocytes / macrophages qui sécrètent des niveaux élevés de cytokines et chimiokines notamment des IL-6, IL-8 et IL-10. Les formes sévères nécessitant une hospitalisation en unité de soins intensifs se démarquent en particulier par des concentrations plus élevées de IP-10/CXCL10 (en), MCP-1/CCL2 et TNFα.
Les taux de cytokines de la Covid-19 sévère ne sont pas spécialement élevés, en comparaison d’un choc septique ou d'une infection respiratoire aiguë sévère classique. Pourtant il se produit bien un orage cytokinique avec la Covid-19, ce qui concrètement se traduit par un processus incontrôlé de mort cellulaire par pyroptose (en), apoptose et nécroptose des tissus infectés. La mort cellulaire est mesurable par le taux sérique de lactate déshydrogénase (LDH). Chez plus de 95 % des patients décédés de la Covid, le taux de LDH est au-dessus du seuil de tolérance qui est fixé à 250 U/L. Et ce processus de destruction cellulaire est induit par le cocktail de cytokines de la Covid-19.
Dans un modèle animal, la seule combinaison de cytokines capable de reproduire les effets destructeurs du cocktail de cytokines de la Covid-19 est TNFα et IFNγ. Le TNFα est produit essentiellement par des macrophages. Le TNFα peut être sécrété de façon excessive à la suite de la présence massive d'agents infectieux. Dans la Covid, l’interféron-gamma (IFNγ) est produit de manière déraisonnée par les lymphocytes T et dans une moindre mesure par les lymphocytes NK. À partir d’un certain seuil, la production concomitante de TNFα et d’IFNγ active la voie JAK / STAT1 (en) / IRF1 (en) / iNOS, qui résulte en une production délétère d'oxyde nitrique, à l’origine d'une mort cellulaire incontrôlable et in fine du syndrome de détresse respiratoire aiguë.
L’utilisation à forte dose de corticoïdes pour soigner des Covid sévères inhibe les IFNγ et par conséquent empêche la production mortelle d'oxyde nitrique. Les corticoïdes à forte dose ont de nombreux effets secondaires. Une alternative pourrait être d'utiliser des traitements régulant à la baisse à la fois TNFα et IFNγ.
|                                                         | Asymptomatique et Covid-19 légère (n = 6) | Covid-19 modérée (n = 17) | Covid-19 sévère (n = 8)   |
| ------------------------------------------------------- | ----------------------------------------- | ------------------------- | ------------------------- |
| Paramètres biomédicaux lors des 1er symptômes, médiane  |                                           |                           |                           |
| Leucocytes/μL (4 000 à 10 000/µL)                       | 6 390 (4 813–7 960)                       | 4 080 (3 250–5 025)       | 3 800 (2 838–4 358)       |
| Hémoglobine g/dL (♂ 13 à 18 g/dl, ♀ 12 à 16 g/dl)       | 14.8 (14.0–15.2)                          | 13.7 (12.8–14.9)          | 13.2 (12.8–14.6)          |
| Plaquette sanguine 103/μL (150 à 450 x103/μL)           | 251.0 (216.5–287.3)                       | 162.0 (150.5–247.5)       | 151.0 (118.0–201.8)       |
| Urée sanguine mg/dL (8 à 23 mg/dL)                      | 12.0 (8.9–16.0)                           | 14.4 (9.7–17.0)           | 13.5 (12.3–21.3)          |
| Créatinine mg/dL (0,6 à 1,2 mg/dL)                      | 0.78 (0.71–0.88)                          | 0.69 (0.56–0.90)          | 0.79 (0.76–0.88)          |
| Aspartate aminotransférase IU/L (7 à 40 UI/L)           | 30.5 (20.0–36.3)                          | 26.0 (22.0–34.0)          | 38.0 (29.5–77.8)          |
| Alanine aminotransférase IU/L (5 à 35 UI/L)             | 19.0 (11.8–30.3)                          | 19.0 (11.0–31.0)          | 23.5 (17.3–32.3)          |
| CRP mg/dL (< 0.5 mg/dL)                                 | 0.47 (0.13–1.23)                          | - (0.30–1.15)             | 3.12 (1.25–6.63)          |
| Semaine 1 : 5–10 jours après l'apparition des symptômes |                                           |                           |                           |
| Réponse interféron-gamma                                |                                           |                           |                           |
| IFN-γ pg/mL (2,00 à 3,00 pg/ml)                         | 4,2 (3,0–5,2)                             | 4,1 (0,7–6,8)             | 7,2 (6,3–16,1)            |
| IP-10 (en) pg/mL (6,25 à 300 pg/ml)                     | 349,0 (146,2–482,8)                       | 691,7 (333,7–1 162,0)     | 4 089,0 (2 291,0–6 433,0) |
| MIG (en) pg/mL (6,25 à 400 pg/ml)                       | 270,5 (122,7–361,5)                       | 382,2 (282,9–584,1)       | 1 448,0 (663,3–2 172,0)   |
| Chimiokine                                              |                                           |                           |                           |
| MCP-1 pg/mL (<200 pg/ml)                                | 39,7 (14,9–237,3)                         | 82,6 (48,6–173,7)         | 268,5 (100,2–616,7)       |
| Cytokines                                               |                                           |                           |                           |
| IL-6 pg/mL (<7 pg/ml)                                   | 5,1 (2,7–10,1)                            | 11,6 (2,6–28,6)           | 68,3 (39,1–414,7)         |
| IL-8 pg/mL (<14 pg/mL)                                  | 14,8 (8,3–20,7)                           | 20,0 (11,9–29,8)          | 52,7 (32,2–292,3)         |
| IL-10 pg/mL (<10 pg/ml)                                 | 3,6 (1,0–5,1)                             | 3,3 (1,0–7,6)             | 10,0 (5,4–36,1)           |
| Protéine                                                |                                           |                           |                           |
| VEGF pg/mL (<20 pg/mL)                                  | 5,3 (3,1–43,8)                            | 19,0 (7,6–28,0)           | 46,2 (21,1–81,6)          |
| Anticorps                                               |                                           |                           |                           |
| IgG OD450 ratio                                         | 0,41 (0,24–2,82)                          | 0,42 (0,25–1,70)          | 0,30 (0,19–0,60)          |
| IgM OD450 ratio                                         | 0,43 (0,23–0,69)                          | 0,41 (0,18–0,70)          | 0,14 (0,01–0,21)          |
| Semaine 2 : 11–16 jours                                 |                                           |                           |                           |
| Réponse interféron-gamma                                |                                           |                           |                           |
| IFN-γ pg/mL (2,00 à 3,00 pg/ml)                         | -                                         | 4,6 (2,2–8,3)             | 5,9 (3,2–11,7)            |
| IP-10 (en) pg/mL (6,25 à 300 pg/ml)                     | 223,0 (137,9–836,9)                       | 310,9 (176,2–545,4)       | 2 165,0 (595,9–4 011,0)   |
| MIG (en) pg/mL (6,25 à 400 pg/ml)                       | 213,7 (177,9–382,8)                       | 382,2 (244,0–616,0)       | 1 270,0 (369,7–3 496,0)   |
| Chimiokines                                             |                                           |                           |                           |
| MCP-1 pg/mL (<200 pg/ml)                                | 39,1 (21,9–209,3)                         | 47,9 (31,9–117,8)         | 61,8 (146,5–433,0)        |
| Cytokines                                               |                                           |                           |                           |
| IL-6 pg/mL (<7 pg/ml)                                   | 6,3 (1,1–24,4)                            | 7,5 (2,2–17,8)            | 94,4 (31,9–565,6)         |
| IL-8 pg/mL (<14 pg/mL)                                  | 8,6 (11,6–32,9)                           | 18,8 (11,6–32,9)          | 83,0 (27,8–135,0)         |
| IL-10 pg/mL (<10 pg/ml)                                 | 3,6 (1,0–5,1)                             | 3,3 (1,0–7,6)             | 10,0 (5,4–36,1)           |
| Protéine                                                |                                           |                           |                           |
| VEGF pg/mL (<20 pg/mL)                                  | 5,3 (3,1–43,8)                            | 19,0 (7,6–28,0)           | 46,2 (21,1–81,6)          |
| Anticorps                                               |                                           |                           |                           |
| IgG OD450 ratio                                         | 3,12 (0,88–8,12)                          | 5,12 (1,02–9,58)          | 1,92 (0,41–22,07)         |
| IgM OD450 ratio                                         | 0,61 (0,53–1,10)                          | 0,84 (0,57–1,44)          | 1,23 (0,43–2,02)          |
| Semaine 3 : 17–24 jours                                 |                                           |                           |                           |
| Réponse interféron-gamma                                |                                           |                           |                           |
| IFN-γ pg/mL (2,00 à 3,00 pg/ml)                         | - (?–3,5)                                 | -                         | 4,5 (1,6–9,6)             |
| IP-10 (en) pg/mL (6,25 à 300 pg/ml)                     | 148,8 (139,0–158,6)                       | 267,0 (164,8–375,5)       | 1 104,0 (335,9–2 445,0)   |
| MIG (en) pg/mL (6,25 à 400 pg/ml)                       | 217,8 (78,3–357,3)                        | 534,8 (295,7–836,5)       | 705,6 (380,2–1729,0)      |
| Chimiokines                                             |                                           |                           |                           |
| MCP-1 pg/mL (<200 pg/ml)                                | 195,0 (18,7–371,2)                        | 34,2 (21,1–49,0)          | 99,3 (41,9–142,4)         |
| Cytokines                                               |                                           |                           |                           |
| IL-6 pg/mL (<7 pg/ml)                                   | -                                         | -                         | 40,8 (7,5–47,6)           |
| IL-8 pg/mL (<14 pg/mL)                                  | 40,9 (11,4–70,4)                          | 18,2 (7,5–57,9)           | 43,3 (28,7–58,3)          |
| IL-10 pg/mL (<10 pg/ml)                                 | -                                         | 1,5 (0,1–49,0)            | 4,1 (1,8–7,4)             |
| Protéine                                                |                                           |                           |                           |
| VEGF pg/mL (<20 pg/mL)                                  | -                                         | 19,7 (10,9–42,6)          | 42,4 (16,9–136,3)         |
| Anticorps                                               |                                           |                           |                           |
| IgG OD450 ratio                                         | 10,02 (1,41–18,62)                        | 15,07 (7,87–63,46)        | 48,27 (21,76–89,48)       |
| IgM OD450 ratio                                         | 0,93 (0,54–1,31)                          | 1,40 (1,00–1,80)          | 1,92 (1,01–2,21)          |
| Semaine 4 : après 25 jours                              |                                           |                           |                           |
| Réponse interféron-gamma                                |                                           |                           |                           |
| IFN-γ pg/mL (2,00 à 3,00 pg/ml)                         | -                                         | -                         | -                         |
| IP-10 (en) pg/mL (6,25 à 300 pg/ml)                     | 162,8 (131,1–194,4)                       | 224,3 (208,1–240,5)       | 364,6 (188,7–718,9)       |
| MIG (en) pg/mL (6,25 à 400 pg/ml)                       | 109,6 (69,4–149,9)                        | 229,6 (204,4–394,8)       | 1 211,0 (448,0–3 224,0)   |
| Chimiokines                                             |                                           |                           |                           |
| MCP-1 pg/mL (<200 pg/ml)                                | 30,9 (21,8–39,9)                          | 51,4 (48,6–54,1)          | 39,1 (28,6–108,5)         |
| Cytokines                                               |                                           |                           |                           |
| IL-6 pg/mL (<7 pg/ml)                                   | 1,2 (1,0–1,4)                             | 3,4 (0,0–6,7)             | 10,4 (8,2–71,0)           |
| IL-8 pg/mL (<14 pg/mL)                                  | 15,3 (4,9–25,8)                           | 5,9 (4,1–7,7)             | 44,4 (24,3–90,9)          |
| IL-10 pg/mL (<10 pg/ml)                                 | 1,3 (0,8–1,7)                             | -                         | 3,5 (1,2–6,0)             |
| Protéine                                                |                                           |                           |                           |
| VEGF pg/mL (<20 pg/mL)                                  | -                                         | -                         | - (34,5–54,4)             |
| Anticorps                                               |                                           |                           |                           |
| IgG OD450 ratio                                         | 7,83 (0,37–15,18)                         | 11,28 (3,86–18,7)         | 42,77 (32,82–110,80)      |
| IgM OD450 ratio                                         | 0,32 (0,31–0,32)                          | 0,91 (0,85–0,97)          | 1,79 (1,10–2,77)          |